# Ronde (Schrift)

Écriture ronde française (als Schulschrift bis ca. 1915)

Schriftbeispiel eines Ronde free-fonts

Die Ronde (L’écriture ronde française, in England French script) ist eine „barocke“ Schreibschrift (Gebrauchsschrift), die mit einem breitgeschnittenen Gänsekiel geschrieben wurde. Der Schreibfedern-Fabrikant Friedrich Soennecken hat sie ab 1875 als Rundschrift in Deutschland populär gemacht.

## Entstehung und Verwendung
Entwickelt hat sich die Ronde aus der „halbgotischen“ Rotunda und einer im Barock entstandenen Variante der Humanistischen Kursive, der Cancellaresca bastarda.
In Spanien entwickelte sich (im 16. Jh.) als Verkehrsschrift die Redondilla und in Südfrankreich die Letra Bâtarda (Lettre Bâtarde). Die Ronde lässt sich im 17. Jh. aus der Lettre Bâtarde und der „halbgotischen“ Civilité, einer französischen Variante der gotischen Kursivschrift, ableiten.
Aus der italienischen Kursive, der Cancellaresca bastarda, entwickelten die französischen Schreiber (die Kalligraphen Lucas Materot und Louis Barbedor) im Barock eine eigene Version, die Batarde italienne, eine Kanzlei- oder Gebrauchsschrift.
In Frankreich hat sich die Ronde bis ins 20. Jahrhundert hinein gehalten, da sie im Schulunterricht als Schreibschrift gelehrt wurde. Außerdem verwendeten sie die Schreiber des französischen Finanzministeriums, weshalb eine Unterform der Schrift Écriture ronde financière genannt wird. In Deutschland wurde Soenneckens Rundschrift oft für Deckblätter, technische Zeichnungen und Pläne aller Art eingesetzt – unter anderem bei der Preußischen Eisenbahnverwaltung.

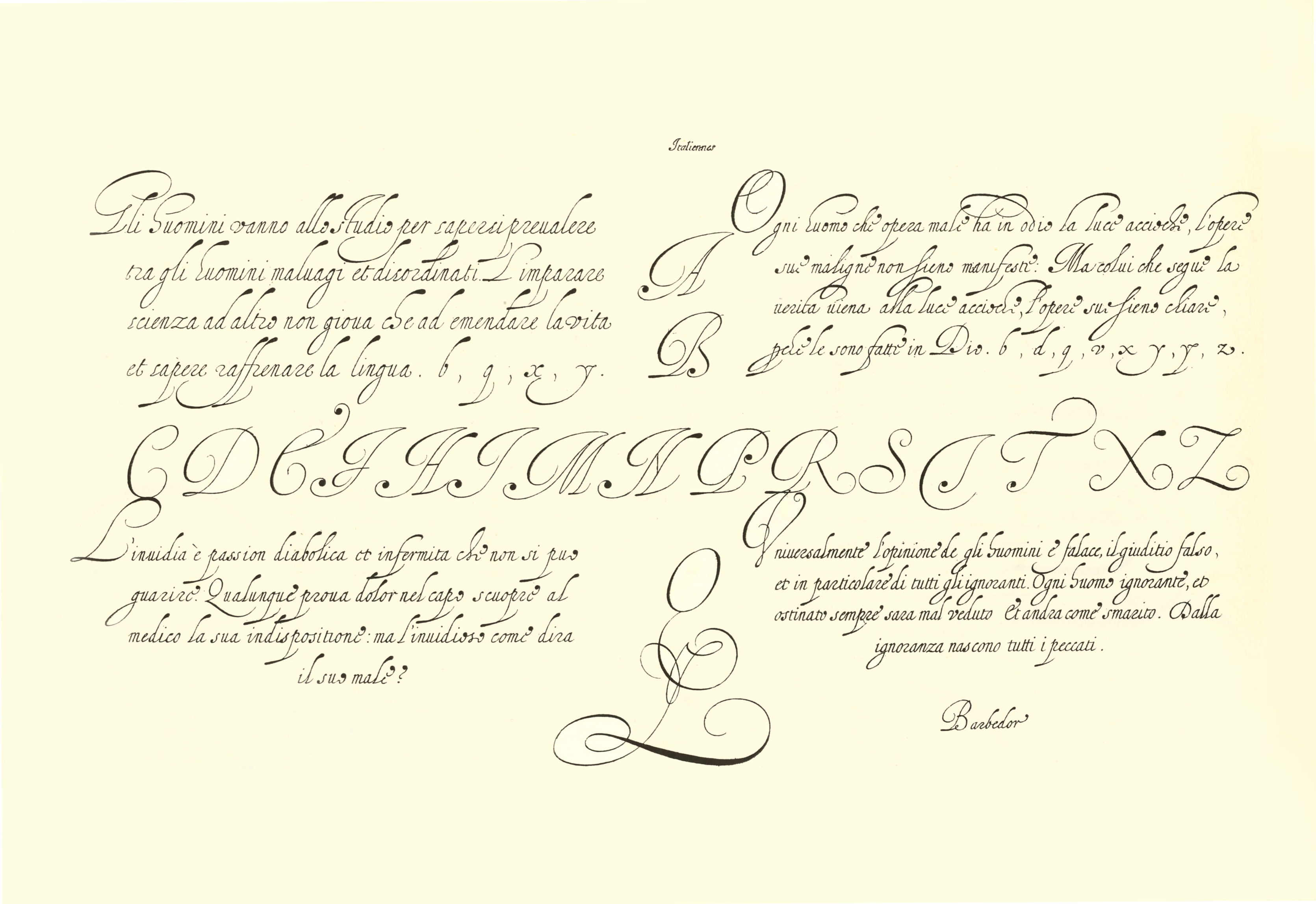
Schriftbeispiel von Louis Barbedor, Paris 1647
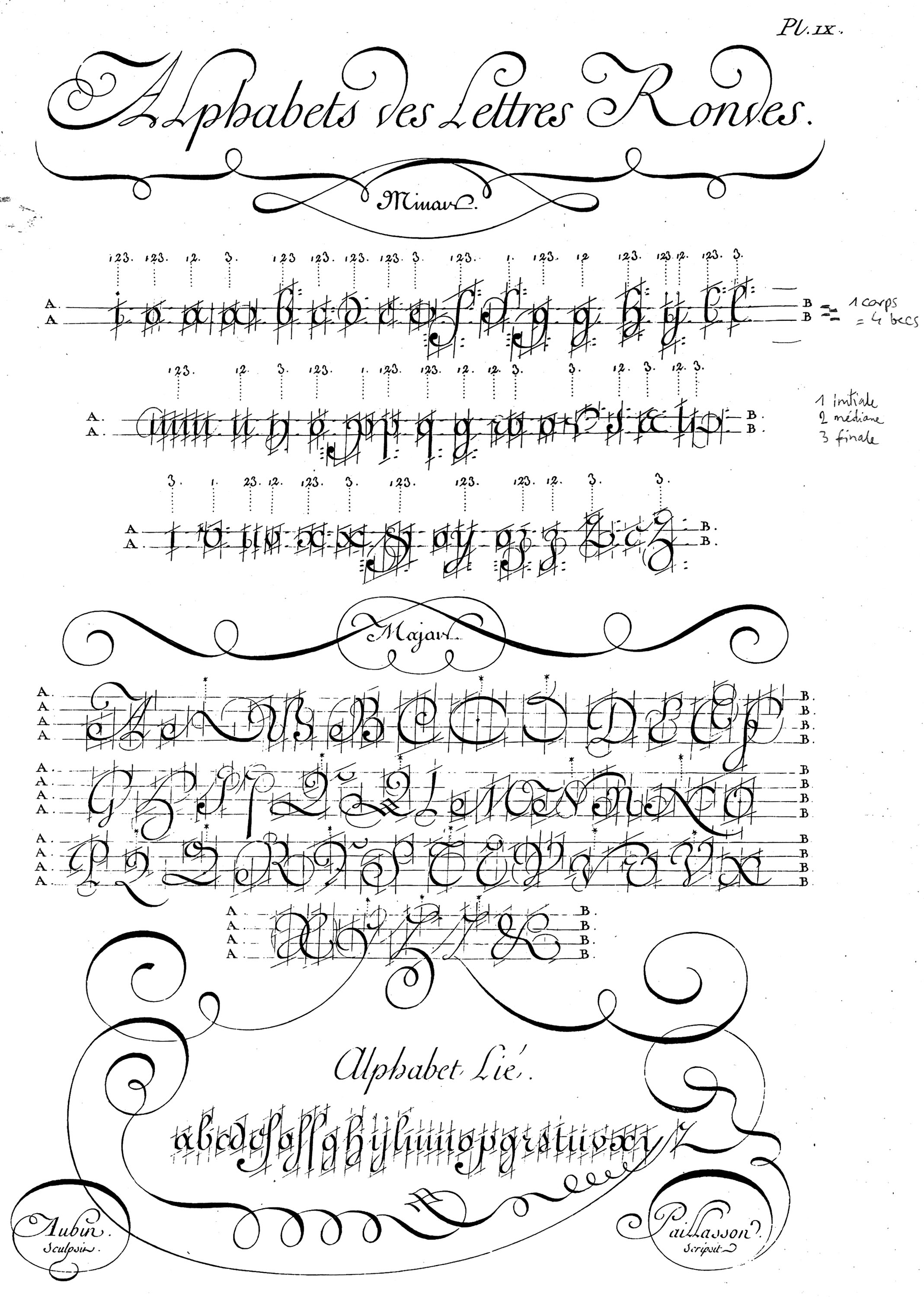
Lettre Ronde des Kalligraphen Charles Paillasson aus Diderots Encyclopédie (1751–1780)
Friedrich Soeneckens Rundschrift, Remscheid 1875

## Merkmale
Eine Besonderheit sind die übertriebenen Schwellzüge und Schnörkel. Trotzdem besitzen die französischen Kursivschriften Ronde und Lettre Bâtarde klare Formen und einen ornamentalen Reiz. Die lettre bâtarde war aus der französischen Kanzleikursive hervorgegangen, eine elegante, meist leicht nach rechts geneigte Schrift.
In Spanien und Südfrankreich entwickelten die Schreibmeister die humanistische Kursive weiter und gaben ihr fließendere, geschwungenere Formen, die im Geiste des Barocks stehen. Die französische Ronde zeichnet sich durch üppige Schwünge und Rundungen aus, vor allem bei den Großbuchstaben. Sie  borgte sich auch einige Formen von der mittelalterlichen, gebrochenen Rotunda. Sie ist nur sehr leicht geneigt.
Die vereinfachte Bâtarde coulée erscheint eher nüchtern, lässt sich aber schneller schreiben.
Innerhalb der Ronde werden wiederum einige Unterformen unterschieden: Grande ronde, Moyenne ronde, Petite ronde, Financière und Minute.

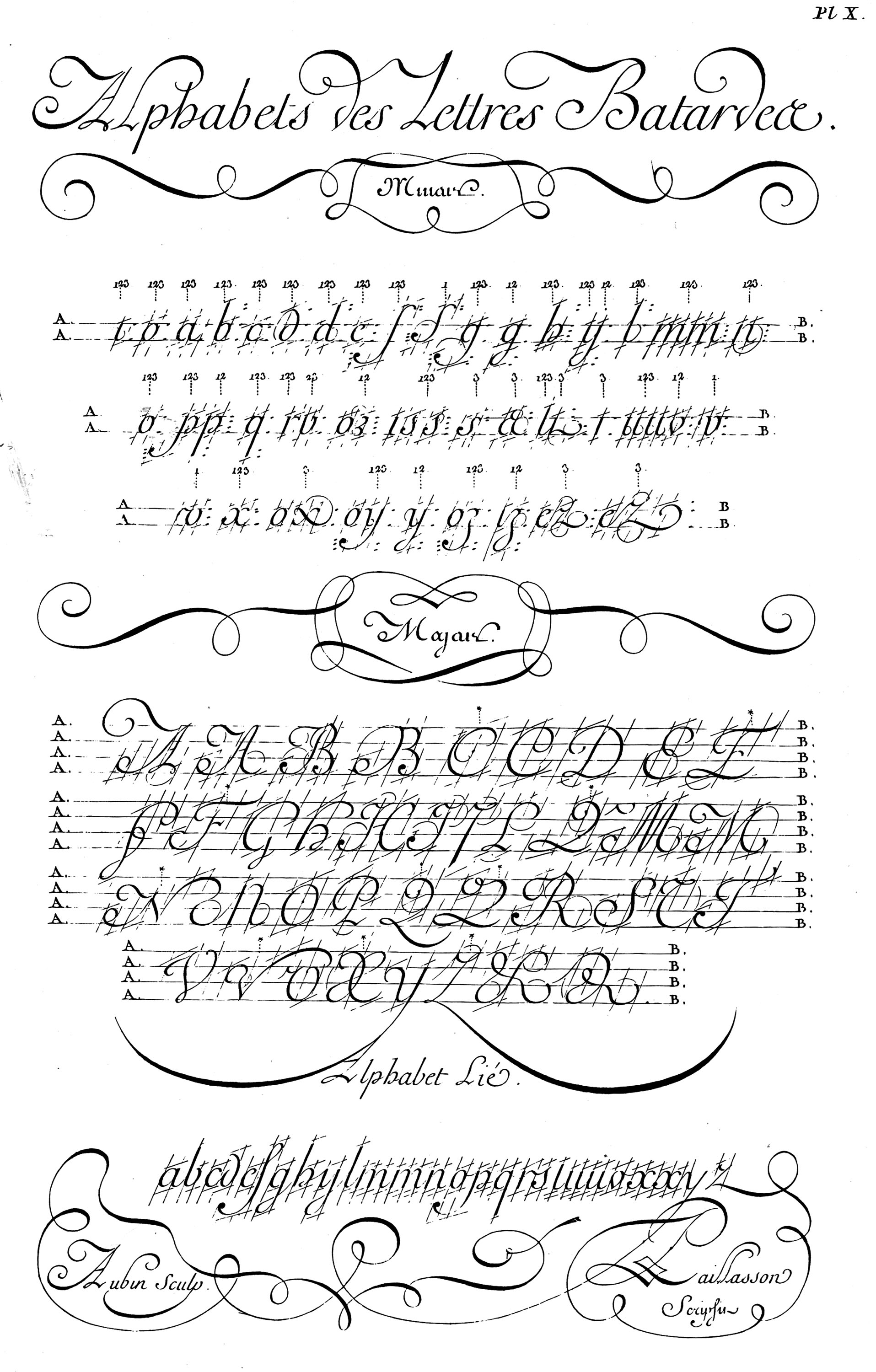
Lettre Bâtarde von Charles Paillasson aus der l’Encyclopédie
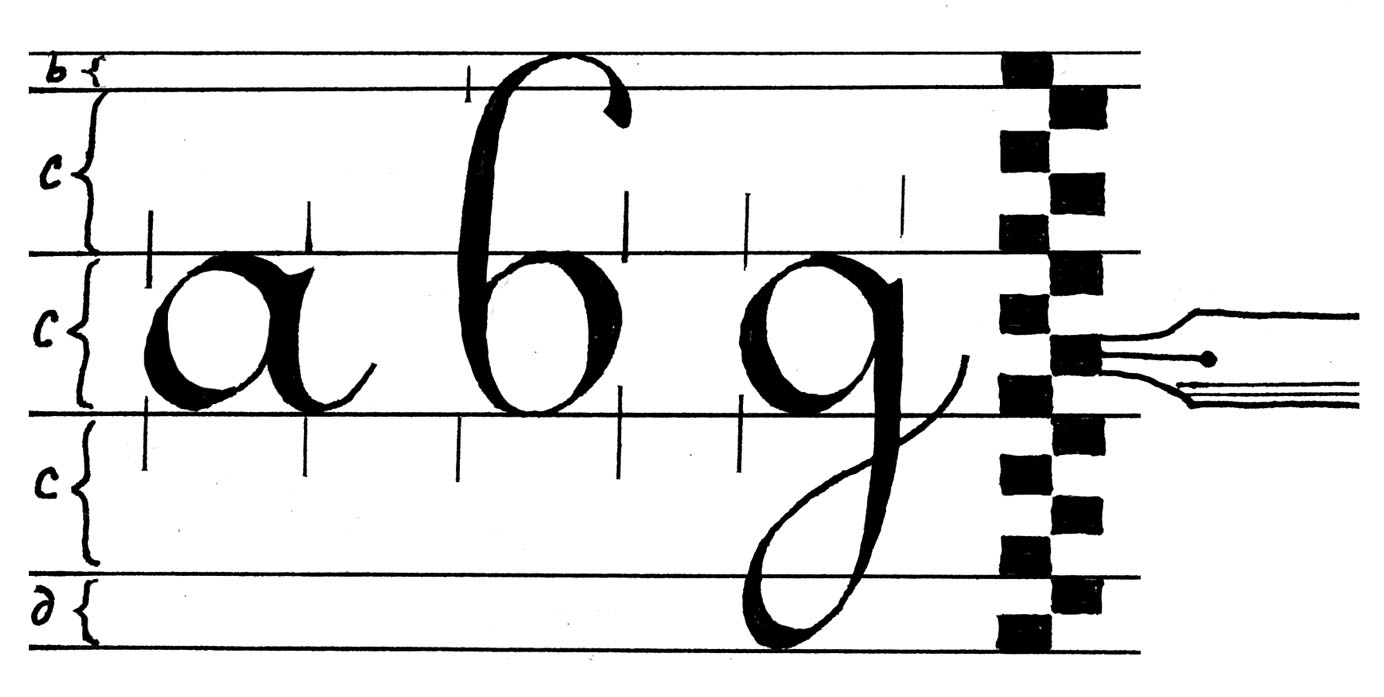
Proportionen der Écriture ronde
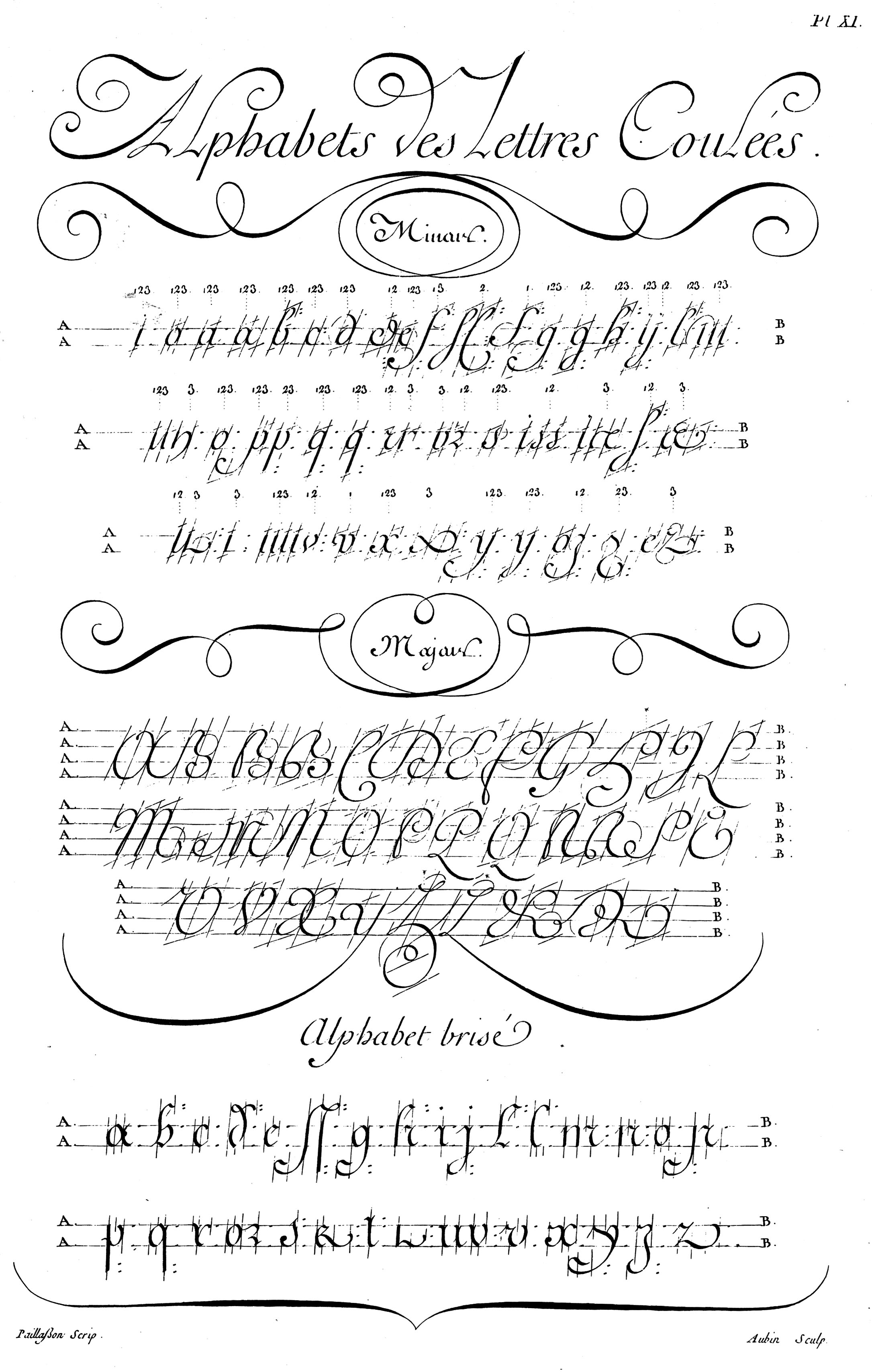
Lettre Coulée von Charles Paillasson aus der l’Encyclopédie